# 南萍
南 萍（なん へい、ナン・ピーン、1918年 - 1989年2月18日）は、中華人民共和国の軍人、革命軍、政治家。山東省淄博市長山県出身。中国共産党第9期中央委員。

## 経歴
1918年、山東省淄博市長山県で生まれる。1937年10月に山東人民抗日救国軍に参加し、同年12月に中国共産党に加入した。日中戦争の時期、八路軍山東縦隊第4分隊特務隊政治指導員、第4旅団10団営政治教導員、魯中軍区第1軍分区特務営政治委員、山東軍区第4師団12団政治処副主任を歴任した。国共内戦の時、華東野戦軍第8縦隊22師65団政治委員、第3野戦軍第35軍103師政治部主任、後は浙江軍区第3軍分区政治部主任を務めた。
中華人民共和国成立後、第7兵団兼浙江軍区政治部直属政治部主任、師副政治委員、華東軍区直属政治部副主任、主任、南京軍区政治部幹部部部長を担当した。1961年、第60軍副政治委員に就任。1964年、第20軍政治委員に就任。同年に少将に昇進した。1967年10月、浙江省軍区政治委員兼浙江生産建設兵団政治委員に就任。1968年3月、浙江省革委会主任に就任。1971年1月、浙江省委第一書記に昇格。1973年5月、文化大革命の時、南萍は党の内外のすべての職務を免除された。1986年に名誉回復。
1989年2月18日、浙江省杭州市で71歳で亡くなった。